# Molimiao
Molimiao (kinesiska: 莫力庙, 莫力庙苏木) är en socken i Kina. Den ligger i den autonoma regionen Inre Mongoliet, i den norra delen av landet, omkring 900 kilometer öster om regionhuvudstaden Hohhot. Antalet invånare är 17748. Befolkningen består av 8 709 kvinnor och 9 039 män. Barn under 15 år utgör 14,0 %, vuxna 15-64 år 77 %, och äldre över 65 år 7,0 %.
Genomsnittlig årsnederbörd är 777 millimeter. Den regnigaste månaden är juli, med i genomsnitt 137 mm nederbörd, och den torraste är januari, med 4 mm nederbörd.